# Francisco Patricio de Berguizas
Francisco Patricio (de) Berguizas o Verguizas (Valle de Matamoros, provincia de Badajoz, 17 de marzo de 1759-Cádiz, 15 de octubre de 1810), fue un helenista, hebraísta y traductor español.

## Biografía
Doctor en Teología, fue además canónigo de la Catedral de Sevilla y bibliotecario del rey, además de juez de oposiciones a cátedras y traductor y editor de unas Obras poéticas de Píndaro (Madrid, 1798) en versión bilingüe, de las que solo llegó a entregar el primer volumen que contiene las catorce "Olímpicas", provisto de un importante ensayo introductorio. Políglota, dominaba el latín, el griego y el hebreo y tradujo textos en todas esas lenguas de tal suerte que la crítica es unánime en alabar sus versiones. Fue además abreviador del Tribunal de la Nunciatura y miembro honorario (1799) y de número (1801) de la Real Academia Española, donde se encargó de llevar las correspondencias latinas. Salió de Madrid en 1808 cuando estalló la Guerra de la Independencia y falleció en Cádiz el 15 de octubre de 1810.

## Obra
Fue un traductor más que concienzudo. Escribe en el prólogo de su versión de Píndaro:
Dediqué el mayor esmero a trasladar del griego al castellano las gracias y bellezas del original y conservarlas literalmente, siempre que lo permitía la diferente índole de los idiomas y, quando no, sustituyendo otras semejantes; executándolo con solicitud cuidadosa no sólo en los pensamientos, las figuras, las imágenes, las oraciones y cláusulas inversas, las frases cortadas, las sentencias sueltas, las transiciones prontas e inesperadas, las comparaciones suspensas, las alegorías freqüentes, las metáforas atrevidas, los epítetos aglomerados, el estilo rápido, el lenguaje lírico, el dialecto poético, sino aun en las enérgicas y armoniosas onomatopeyas o expresiones imitativas, esforzándome a conservar en lo posible hasta la armonía y los sonidos de las palabras originales. No digo que lo haya conseguido, sino que lo he intentado.
Marcelino Menéndez Pelayo alaba su traducción y señala en su Biblioteca de traductores que, para la corrección del texto griego, tuvo presentes la edición de Oxford (1697); la de Venecia (1762); la de Glasgow (1770) y, sobre todo, la de Gotinga de 1773 dirigida por Christian Gottlob Heyne.

## Ediciones
- Trad. y ed. de Obras poéticas de Píndaro en metro castellano con el texto griego y notas críticas... (Madrid: Imprenta Real, 1798)[2]
- Trad. del latín de Dios inmortal padeciendo en carne mortal, o la Pasión de Cristo, ilustrada con doctrinas y reflexiones morales, de Guillermo Stanihursto, Valencia: Ildefonso Mompié, 1822.
- Oración fúnebre... por el alma del Excmo Sr. Marqués de Santa Cruz Madrid, 1802.
- Discurso sobre el carácter de Píndaro, 1798[2]